# リジェ・JS5
リジェ・JS5 (Ligier JS5) は、リジェチームが1976年シーズンのF1参戦に用いたフォーミュラカーである。最高成績は2位。

## 概要

### 背景
この年からF1に参戦したギ・リジェはチームポリシーとして『オールフランス』を標榜し、フランスのマトラ製V12エンジンを搭載して、多くのフランススポンサーからの潤沢な資金でシーズンを戦った。

### 1976年シーズン
ジャック・ラフィットがドライブするJS5は巨大なインダクションポッドを備え、「ティーポット」と揶揄された。その「ティーポット」部の左右側面にはメインスポンサーであるジタンたばこの商標「踊る貴婦人」のシルエットが大きく描かれていた。第4戦スペインGP以降、その大きすぎるポッドが危険であると判断され、即時に効力を発するレギュレーション改正により車高制限が設けられてしまった。このため巨大なインダクションポッドは姿を消し、コンベンショナルな形状に変えられた。
この特異な形状が取り沙汰されたものの、速さは十分備えており、イタリアGPでチーム初のポールポジションを獲得。ベルギーGP、イタリアGPで3位、オーストリアGPで2位に入賞する。シーズンでの総獲得ポイントは20で、デビューイヤーながらコンストラクターズランキング5位となった。

## F1における全成績
(key) （太字はポールポジション）
| 年     | シャシー | エンジン            | タイヤ | No. | ドライバー           | 1   | 2   | 3   | 4   | 5   | 6   | 7   | 8   | 9   | 10  | 11  | 12  | 13  | 14  | 15  | 16  | ポイント | 順位 |
| ------ | -------- | ------------------- | ------ | --- | -------------------- | --- | --- | --- | --- | --- | --- | --- | --- | --- | --- | --- | --- | --- | --- | --- | --- | -------- | ---- |
| 1976年 | JS5      | マトラ MS73 3.0 V12 | G      |     |                      | BRA | RSA | USW | ESP | BEL | MON | SWE | FRA | GBR | GER | AUT | NED | ITA | CAN | USE | JPN | 20       | 5    |
| 1976年 | JS5      | マトラ MS73 3.0 V12 | G      | 26  | ジャック・ラフィット | Ret | Ret | 4   | 12  | 3   | 12  | 4   | 14  | Ret | Ret | 2   | Ret | 3   | Ret | Ret | 7   | 20       | 5    |